# Abdoul Tapsoba
Abdoul Tapsoba (Bobo-Dioulasso, 2001. augusztus 23. –) burkina fasó-i válogatott labdarúgó, a moldáv Sheriff Tiraspol csatárja kölcsönben a belga Standard Liège csapatától.

## Pályafutása

### Klubcsapatokban
Tapsoba a burkina fasó-i Bobo-Dioulasso városában született.
2018-ban mutatkozott be az elefántcsontparti ASEC Mimosas felnőtt keretében. A 2019–20-as szezonban a belga első osztályban szereplő Standard Liège csapatát erősítette kölcsönben. 2020. július 1-jén a belga klubhoz igazolt. Először a 2020. augusztus 8-ai, Cercle Brugge ellen 1–0-ra megnyert mérkőzés 78. percében, Maxime Lestienne cseréjeként lépett pályára. Első gólját 2021. augusztus 1-jén, a Zulte-Waregem ellen idegenben 2–1-es győzelemmel zárult találkozón szerezte meg. 2023. február 3-án a moldáv Sheriff Tiraspol csapatához került vételi opcióval kölcsönbe.

### A válogatottban
Tapsoba 2021-ben debütált a burkina fasó-i válogatottban. Először a 2021. március 29-ei, Dél-Szudán ellen 1–0-ra megnyert mérkőzés 70. percében, Alain Traorét váltva lépett pályára. Első válogatott gólját 2021. szeptember 7-én, Algéria ellen 1–1-es döntetlennel zárult VB-selejtezőn szerezte meg.

## Statisztikák
2023. május 28. szerint
| Klub                          | Szezon   | Osztály        | Bajnokság | Bajnokság | Kupa és Ligakupa | Kupa és Ligakupa | Nemzetközi | Nemzetközi | Összesen | Összesen |
| Klub                          | Szezon   | Osztály        | Meccs     | Gól       | Meccs            | Gól              | Meccs      | Gól        | Meccs    | Gól      |
| ----------------------------- | -------- | -------------- | --------- | --------- | ---------------- | ---------------- | ---------- | ---------- | -------- | -------- |
| Standard Liège                | 2020–21  | Jupiler League | 23        | 0         | 3                | 0                | 3          | 2          | 29       | 2        |
| Standard Liège                | 2021–22  | Jupiler League | 15        | 2         | 2                | 0                | —          | —          | 17       | 2        |
| Standard Liège                | 2022–23  | Jupiler League | 3         | 1         | 0                | 0                | —          | —          | 3        | 1        |
| Standard Liège                | Összesen | Összesen       | 41        | 3         | 5                | 0                | 3          | 2          | 49       | 5        |
| Sheriff Tiraspol (kölcsönben) | 2022–23  | Super Liga     | 9         | 2         | 3                | 2                | 4          | 1          | 16       | 5        |
| Összesen                      | Összesen | Összesen       | 50        | 5         | 8                | 2                | 7          | 3          | 65       | 10       |

### A válogatottban
| Válogatott     | Év       | Pályára lépés | Gól |
| -------------- | -------- | ------------- | --- |
| [ Burkina Faso | 2021     | 6             | 4   |
| [ Burkina Faso | 2022     | 10            | 0   |
| [ Burkina Faso | 2023     | 2             | 1   |
| Összesen       | Összesen | 18            | 5   |

#### Góljai a válogatottban
| # | Időpont             | Helyszín                              | Ellenfél | Gólok | Eredmény | Kiírás                                    |
| - | ------------------- | ------------------------------------- | -------- | ----- | -------- | ----------------------------------------- |
| 1 | 2021. szeptember 7. | Stade de Marrakech, Marrákes, Marokkó | Algéria  | 1–1   | 1–1      | 2022-es VB-selejtező                      |
| 2 | 2021. október 8.    | Stade de Marrakech, Marrákes, Marokkó | Dzsibuti | 1–0   | 4–0      | 2022-es VB-selejtező                      |
| 3 | 2021. október 8.    | Stade de Marrakech, Marrákes, Marokkó | Dzsibuti | 2–0   | 4–0      | 2022-es VB-selejtező                      |
| 4 | 2021. október 11.   | Stade de Marrakech, Marrákes, Marokkó | Dzsibuti | 2–0   | 2–0      | 2022-es VB-selejtező                      |
| 5 | 2023. március 24.   | Stade de Marrakech, Marrákes, Marokkó | Togo     | 1–0   | 1–0      | 2023-as afrikai nemzetek kupája-selejtező |